# Günter Schabowski
Cet article possède un paronyme, voir Chabowski.
Günter Schabowski, né le 4 janvier 1929 à Anklam en province de Poméranie et mort le 1er novembre 2015 à Berlin, est un journaliste et homme politique allemand. Il a été membre du Politbüro du Comité central du Parti socialiste unifié d'Allemagne (SED), le parti dirigeant de la RDA.
Schabowski est connu pour avoir prononcé « autant que je sache — immédiatement » le 9 novembre 1989, à 18 h 57, au cours d'une conférence de presse, aux journalistes Riccardo Ehrman et Peter Brinkmann (de) qui lui demandaient quand les citoyens de RDA auraient la possibilité de se rendre à l'Ouest. Cette réponse confuse, diffusée en direct par la télévision est-allemande, fut prise au mot et provoqua la ruée de milliers de Berlinois de l'Est vers le mur de Berlin, qui en raison de cette soudaine et massive affluence allait « chuter » dans les heures qui suivirent.

## Biographie

### Le tournant de 1989

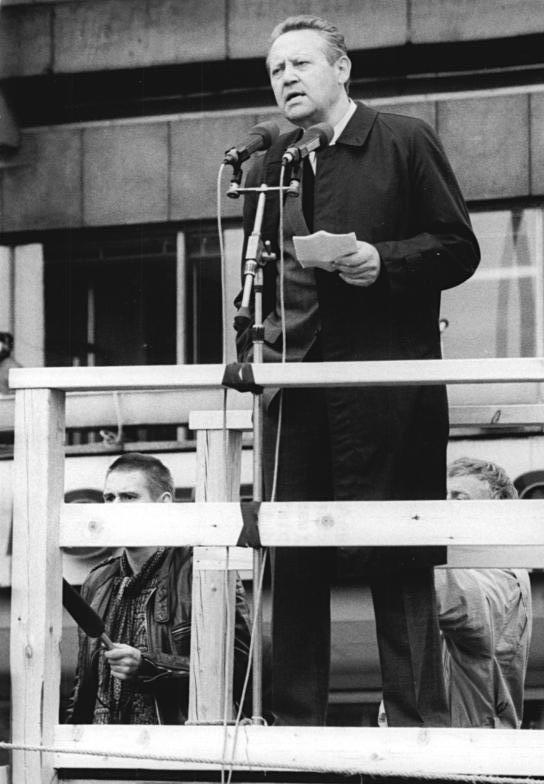
Günter Schabowski à la manifestation sur Alexanderplatz le 4 novembre 1989.

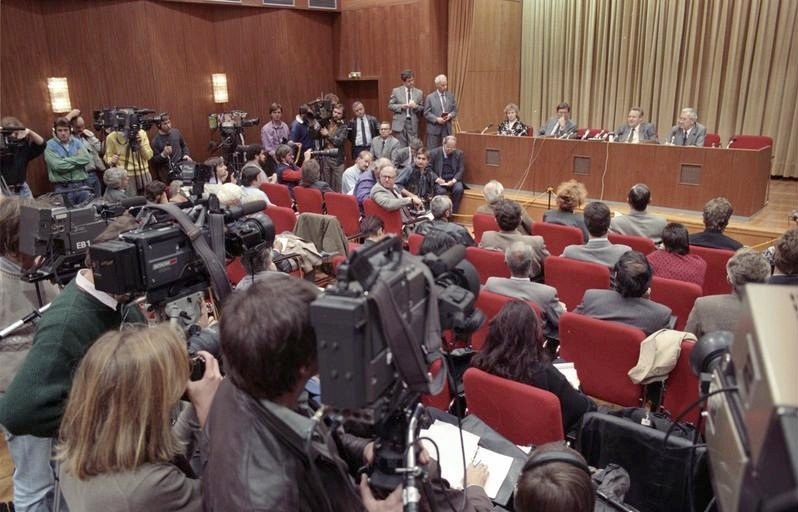
Conférence de presse du 9 novembre 1989.

Le début de l'agitation en RDA met Günter Schabowski, en tant que membre dirigeant du Politbüro, sous une pression croissante. Le 4 novembre 1989, il est le seul haut membre du SED à la plus grande manifestation dans l'histoire de la RDA, sur l'Alexanderplatz ; aux côtés de Markus Wolf, il est hué par la foule. Deux jours plus tard est créé le poste de « Secrétaire du Comité central du SED pour l'Information » (en quelque sorte, l'équivalent d'un porte-parole gouvernemental), qui est attribué à Schabowski.
C'est dans ce poste qu'il fera son entrée dans l'Histoire : le soir du 9 novembre 1989, au cours d'une conférence de presse retransmise en direct à la télévision et à la radio est-allemandes, en réponse à une question du journaliste italien Riccardo Ehrman, il donne une information sur une nouvelle réglementation des voyages, qui avait été rédigée ainsi par deux officiers haut gradés du ministère de l'Intérieur (Innenministerium) et du ministère de la Sécurité d'État (Ministerium für Staatssicherheit) :
« Privatreisen nach dem Ausland können ohne Vorliegen von Voraussetzungen (Reiseanlässe und Verwandtschaftsverhältnisse) beantragt werden. Die Genehmigungen werden kurzfristig erteilt. Die zuständigen Abteilungen Paß- und Meldewesen der Volkspolizeikreisämter in der DDR sind angewiesen, Visa zur ständigen Ausreise unverzüglich zu erteilen, ohne daß dafür noch die Voraussetzungen für eine ständige Ausreise vorliegen müssen. […] Ständige Ausreisen können über alle Grenzübergangsstellen der DDR zur BRD bzw. zu West-Berlin erfolgen. »
« Les voyages à titre personnel vers l'étranger peuvent être entrepris sans conditions (motif du voyage et condition de parenté). Les autorisations seront données dans de brefs délais. Les services compétents de la Volkspolizei ont pour ordre d'accorder immédiatement les autorisations de quitter le territoire, même sans que les conditions pour une sortie du pays soient remplies. (...) Les sorties du pays sont possibles par tous les points de passage de la RDA vers la RFA comme vers Berlin-Ouest. »
À la question d'un reporter du Bild, Peter Brinkmann : « Wann tritt das in Kraft? » - « Quand cela entre-t-il en vigueur ? », Schabowski répond avec hésitation textuellement : « Das tritt nach meiner Kenntnis… ist das sofort, unverzüglich. » - « Pour autant que je sache, cela entre en vigueur… c'est maintenant, immédiatement. »

### Vie dans l'Allemagne réunifiée
La démission le 3 décembre 1989 du Comité central et du Politbüro du SED signe la fin de Schabowski comme haut fonctionnaire de la RDA. Son expulsion du SED-PDS, le 21 janvier 1990, est pour lui une déception profonde et personnelle. Professionnellement, il doit tout recommencer au bas de l'échelle. De 1992 à 1999, il travaille comme rédacteur aux Heimat-Nachrichten de Rotenburg an der Fulda (Hesse), un hebdomadaire local qu'il a fondé avec Gerald H. Wenk, un journaliste et éditeur ouest-allemand. En 1993 commence un procès contre lui : il est accusé d'avoir falsifié les résultats des élections municipales de la RDA en mai 1989, mais l'affaire est classée en 1997.
Parmi les procès de l'après-réunification réunissant le plus grand nombre d'accusés figure celui du Politbüro. Schabowski ainsi que d'autres anciens collègues sont inculpés de meurtres devant le tribunal régional de Berlin, car on les tient pour responsables de la mort de plusieurs personnes qui avaient tenté de fuir la RDA. Mais il se trouve que le juge président du tribunal est celui qui avait eu à juger Erich Honecker. Dès le début du procès, un des défenseurs de Schabowski demande de façon spectaculaire la récusation de ce juge pour partialité ; il obtient gain de cause et le premier procès est interrompu. Après un long procès présidé par un autre magistrat, le tribunal de Berlin condamne en août 1997 Schabowski, en même temps qu'Egon Krenz et Günther Kleiber, pour homicide volontaire à une peine de trois ans de prison, le rendant solidairement responsable de l'ordre de tirer contre ceux qui franchiraient le Mur. Bien qu'il fasse appel de cette décision devant la Cour fédérale, il se reconnaît moralement coupable des coups de feu mortels. Le 8 novembre 1999, la peine est définitivement confirmée. Schabowski accepte immédiatement ce jugement – à l'inverse d'Egon Krenz, qui essaye en vain de faire casser par la Cour européenne le jugement qui le condamne à six ans et six mois de prison. En décembre 1999, Schabowski commence à purger sa peine dans la prison de Berlin-Hakenfelde, mais il est gracié dès septembre 2000 par Eberhard Diepgen, alors maire de Berlin, et après près d'un an d'emprisonnement il bénéficie d'un régime de semi-liberté à partir du 2 décembre. Ses défenseurs avaient été Ferdinand von Schirach et Dirk Lammer. 

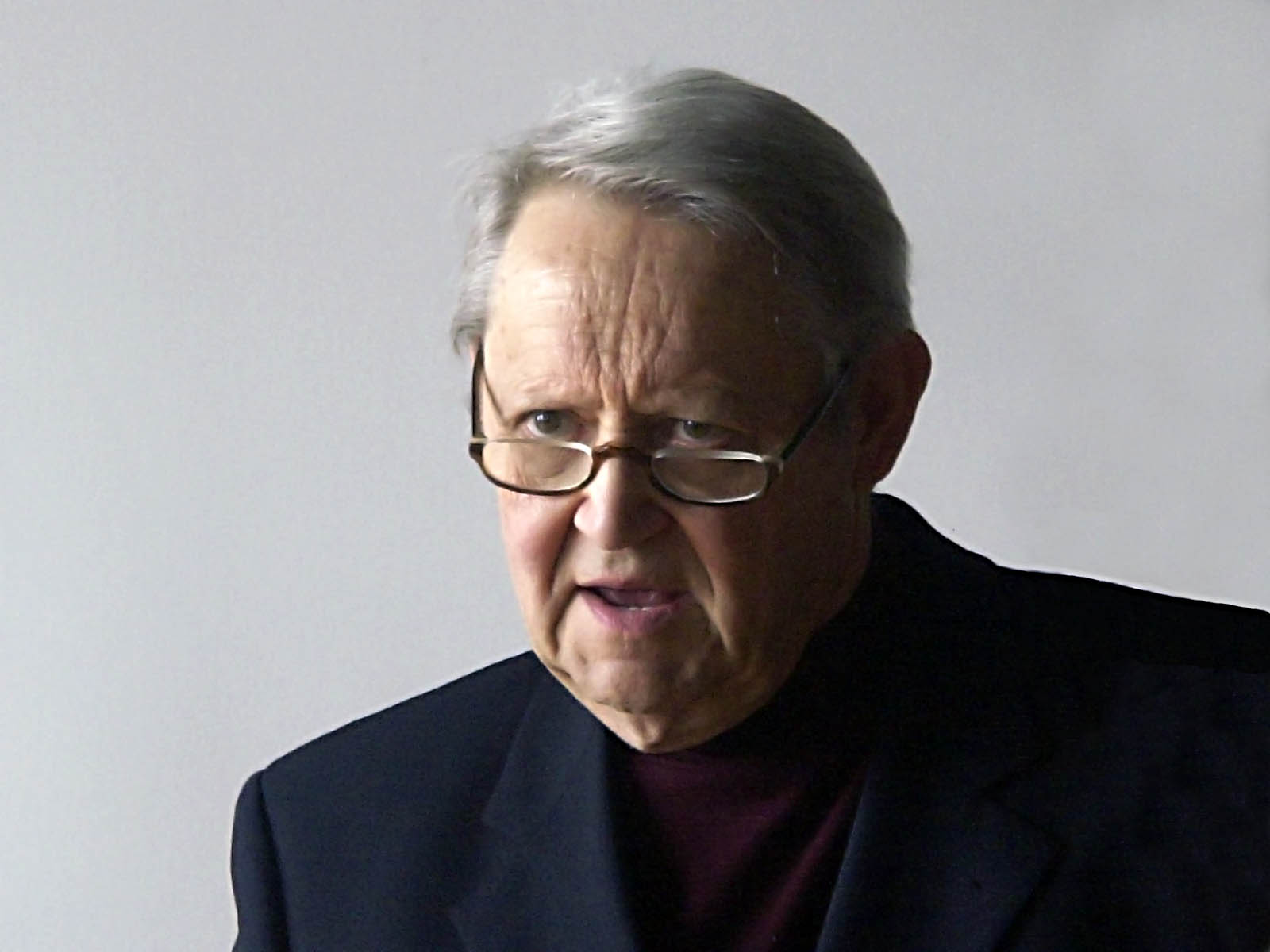
Günter Schabowski en 2007.

Il est un des rares anciens dirigeants du SED à avoir reconnu publiquement au cours du procès du Politbüro la responsabilité qu'ils portaient dans les aspects négatifs de la RDA. Il ne conservera plus rien des activités qu'il avait autrefois comme responsable haut placé de la RDA. En 2001, il a travaillé avec la militante des droits civils en RDA Bärbel Bohley dans l'équipe de campagne électorale de Frank Steffel qui était alors candidat de la CDU à la fonction de maire de Berlin. Après les élections sénatoriales, il critique l'alliance entre le SPD et le PDS, parti qui a succédé au SED. À son décès, le président fédéral allemand Joachim Gauck déclare saluer « avec respect et gratitude » l'examen de conscience de Günter Schabowski qu'il a pu faire après la chute du Mur, « tardif mais extrêmement intense ».
Schabowski et sa femme Irina ont deux fils. Il vit à Berlin jusqu'à son décès.

## Distinctions
- Médaille en bronze de l'ordre du mérite patriotique (Vaterländischer Verdienstorden)
- Ordre du mérite patriotique (Vaterländischer Verdienstorden), section « Or » (1977)
- Ordre de Karl-Marx (1989)